# Mount Newman
Mount Newman ist ein 1150 m hoher Berg im Norden der westantarktischen Alexander-I.-Insel. Er ragt im nordöstlichen Teil der Havre Mountains auf.
Der British Antarctic Survey nahm zwischen 1975 und 1976 Vermessungen des Bergs vor. Das UK Antarctic Place-Names Committee benannte ihn 1980 nach dem Dieselaggregatmechaniker John Newman (* 1946), der für den Survey auf der Adelaide-Insel (1968–1969) und auf der Stonington-Insel (1969–1970 und 1972–1974) tätig war und erfolgreich Schneemobile anstelle von Hundeschlittenteams für die Arbeiten des Survey implementierte.